# Kutluhan Bilgiç
Kutluhan Bilgiç (* 13. Mai 1981 in Izmir) ist ein türkischer Fußballschiedsrichter.

## Werdegang
Sein Debüt in der höchsten türkischen Fußballliga, der Süper Lig, gab Ulusoy am 10. Mai 2014. Er leitete die Begegnung zwischen Gençlerbirliği Ankara und Antalyaspor (1:2).
Ulusoy ist seit 2003 Schiedsrichter und ist für die Provinz Izmir aktiv.
Von Beruf ist er Betriebsleiter.